# Make the Yuletide Gay
Make the Yuletide Gay (tj. Udělej gay Vánoce) je americký hraný film z roku 2009, který režíroval Rob Williams podle vlastního scénáře. Romantická komedie z období Vánoc pojednává o studentovi, který v kampusu žije jako otevřený gay, ale před rodiči svou homosexualitu tají. Snímek měl světovou premiéru na filmovém festivalu Inside Out Toronto 17. května 2009. Název filmu vychází z textu písně „Have Yourself a Merry Little Christmas“ z roku 1944.

## Děj
Olaf Gunnunderson je 22letý student, který na univerzitě žije otevřeně se svým přítelem Nathanem Stanfordem. Končí zimní semestr a oba stráví prázdniny v odloučení se svými rodiči. Olaf odjíždí domů, ale Nathan se od rodičů na poslední chvíli dozvídá, že vyhráli zahraniční dovolenou pouze pro dvě osoby, takže bude muset strávit Vánoce sám. Nathan se tedy rozhodne Olafa překvapit a přijede k němu na návštěvu. Olafovi rodiče Anya a Sven se mezitím pokoušejí Olafovi dohodit jeho dávnou kamarádku ze střední školy Abby, dceru jejich sousedky, protože netuší nic o synově homosexualitě. Olaf je opravdu Nathanovým příjezdem překvapen a hned mu vysvětlí, že se rodiče o jejich vztahu nesmí nic dozvědět. Nathan se spřátelí s Abby, která ihned pozná, že jsou oba gayové. Nathan tlačí Olafa, aby rodičům řekl pravdu, ale ten má strach. Nathan proto odjede raději domů, kde bude sám. Protože ale nesežene letenku, zůstane v hotelu a když ho potká ve městě Sven, dovede ho zpět k nim domů. Po vánoční večeři se Olaf rozhodne říct rodičům pravdu o sobě a svém vztahu k Nathanovi.

## Obsazení
| Keith Jordan      | Olaf Gunnunderson                |
| Adamo Ruggiero    | Nathan Stanford                  |
| Kelly Keaton      | Anya Gunnunderson, Olafova matka |
| Derek Long        | Sven Gunnunderson, Olafův otec   |
| Hallee Hirsh      | Abby Mancuso                     |
| Alison Arngrim    | Heather Mancuso, její matka      |
| Ian Buchanan      | Peter Stanford, Nathanův otec    |
| Gates McFaddenová | Martha Stanford, Nathanova matka |

## Ocenění
- FilmOut San Diego: nejlepší film, nejlepší herečka ve vedlejší roli (Kelly Keaton), nejlepší herec ve vedlejší roli (Derek Long)
- Seoul LGBT Film Festival: nejlepší film
- Long Island Gay & Lesbian Film Festival: cena poroty
- North Carolina Gay & Lesbian Film Festival: Men's Centerpiece Selection
- Philadelphia Qfest: Festival Favorite
- Tampa International Gay and Lesbian Film Festival: Gala Night Film